# 20. poprawka do Konstytucji Stanów Zjednoczonych
20. poprawka do Konstytucji Stanów Zjednoczonych wprowadziła zmianę okresu kadencji prezydenta i Kongresu. Weszła w życie 23 stycznia 1933 roku.

## Treść
Section 1. The terms of the President and Vice President shall end at noon on the 20th day of January, and the terms of Senators and Representatives at noon on the 3d day of January, of the years in which such terms would have ended if this article had not been ratified; and the terms of their successors shall then begin.
Section 2. The Congress shall assemble at least once in every year, and such meeting shall begin at noon on the 3d day of January, unless they shall by law appoint a different day.
Section 3. If, at the time fixed for the beginning of the term of the President, the President elect shall have died, the Vice President elect shall become President. If a President shall not have been chosen before the time fixed for the beginning of his term, or if the President elect shall have failed to qualify, then the Vice President elect shall act as President until a President shall have qualified; and the Congress may by law provide for the case wherein neither a President elect nor a Vice President elect shall have qualified, declaring who shall then act as President, or the manner in which one who is to act shall be selected, and such person shall act accordingly until a President or Vice President shall have qualified.
Section 4. The Congress may by law provide for the case of the death of any of the persons from whom the House of Representatives may choose a President whenever the right of choice shall have devolved upon them, and for the case of the death of any of the persons from whom the Senate may choose a Vice President whenever the right of choice shall have devolved upon them.
Section 5. Sections 1 and 2 shall take effect on the 15th day of October following the ratification of this article.
Section 6. This article shall be inoperative unless it shall have been ratified as an amendment to the Constitution by the legislatures of three-fourths of the several States within seven years from the date of its submission

co można przetłumaczyć jako

Dział 1. Kadencja prezydenta i wiceprezydenta upływa w południe dnia 20 stycznia, a kadencje senatorów i posłów w południe 3 stycznia tego roku, w którym kadencje te by upłynęły, gdyby niniejszy artykuł nie zostałby ratyfikowany. Kadencję ich następców rozpoczynają się w tych samych terminach.
Dział 2. Kongres zbierać się będzie przynajmniej raz do roku i sesje takie rozpoczynać się będą w południe 3 dnia miesiąca stycznia, chyba że ustawą ustanowiony zostanie inny termin.
Dział 3. Jeśli obrany prezydent umrze przed terminem, oznaczonym jako początek jego kadencji, osoba obrana wiceprezydentem zostanie prezydentem. Gdyby prezydent nie został obrany przed terminem rozpoczęcia urzędowania albo gdyby obrany prezydent nie był zdolny do pełnienia urzędu, wówczas osoba obrana wiceprezydentem będzie pełniła obowiązki prezydenta do chwili odzyskania przez prezydenta zdolności do sprawowania urzędu. Kongres może uchwalić ustawę na wypadek gdyby ani osoba obrana prezydentem ani obrana wiceprezydentem nie były zdolne do objęcia urzędowania i może określić, kto ma w tym wypadku pełnić obowiązki prezydenta, lub określić sposób wybrania takiego zastępcy. Osoba ta będzie sprawowała obowiązki prezydenta do czasu, aż prezydent lub wiceprezydent odzyska zdolność sprawowania urzędu.
Dział 4. Kongres może specjalną ustawą uregulować wybór prezydenta w razie śmierci jednej lub kilku osób, spośród których Izba Reprezentantów wybiera prezydenta, gdy przysługuje jej to prawo, a także w razie śmierci osób, spośród których Senat wybiera wiceprezydenta, gdy przysługuje mu to prawo.
Dział 5. Dział 1 i 2 niniejszego artykułu wchodzi w życie dnia 15 października po ratyfikacji niniejszego artykułu.
Dział 6. Artykuł ten wejdzie w życie tylko po ratyfikowaniu go, jako poprawki do Konstytucji, przez legislatury trzech czwartych wszystkich stanów w ciągu siedmiu lat od jej przedstawienia.